# Unione Sportiva Ventimigliese 1931-1932
Questa pagina raccoglie i dati riguardanti l'Unione Sportiva Ventimigliese nelle competizioni ufficiali della stagione 1931-1932.

## Rosa
| N. |                   | Ruolo | Calciatore                |
| -- | ----------------- | ----- | ------------------------- |
|    | Italia (bandiera) | D     | Corradi                   |
|    | Italia (bandiera) | D     | Lanfranco (II)            |
|    | Italia (bandiera) | D     | Francesco Lanfranco (III) |
|    | Italia (bandiera) | P     | Secondo Lanfranco (VI)    |
|    | Italia (bandiera) | D     | Francesco Ramella         |
|    | Italia (bandiera) | D     | Nicolò Rosso              |

| N. |                   | Ruolo | Calciatore       |
| -- | ----------------- | ----- | ---------------- |
|    | Italia (bandiera) | A     | Giovanni Sciolla |
|    | Italia (bandiera) | C     | Giuseppe Tomasi  |
|    | Italia (bandiera) | C     | Turchi           |
|    | Italia (bandiera) | A     | Giuseppe Vezzali |
|    | Italia (bandiera) | A     | Dino Tassolli    |